# Antyfeminizm

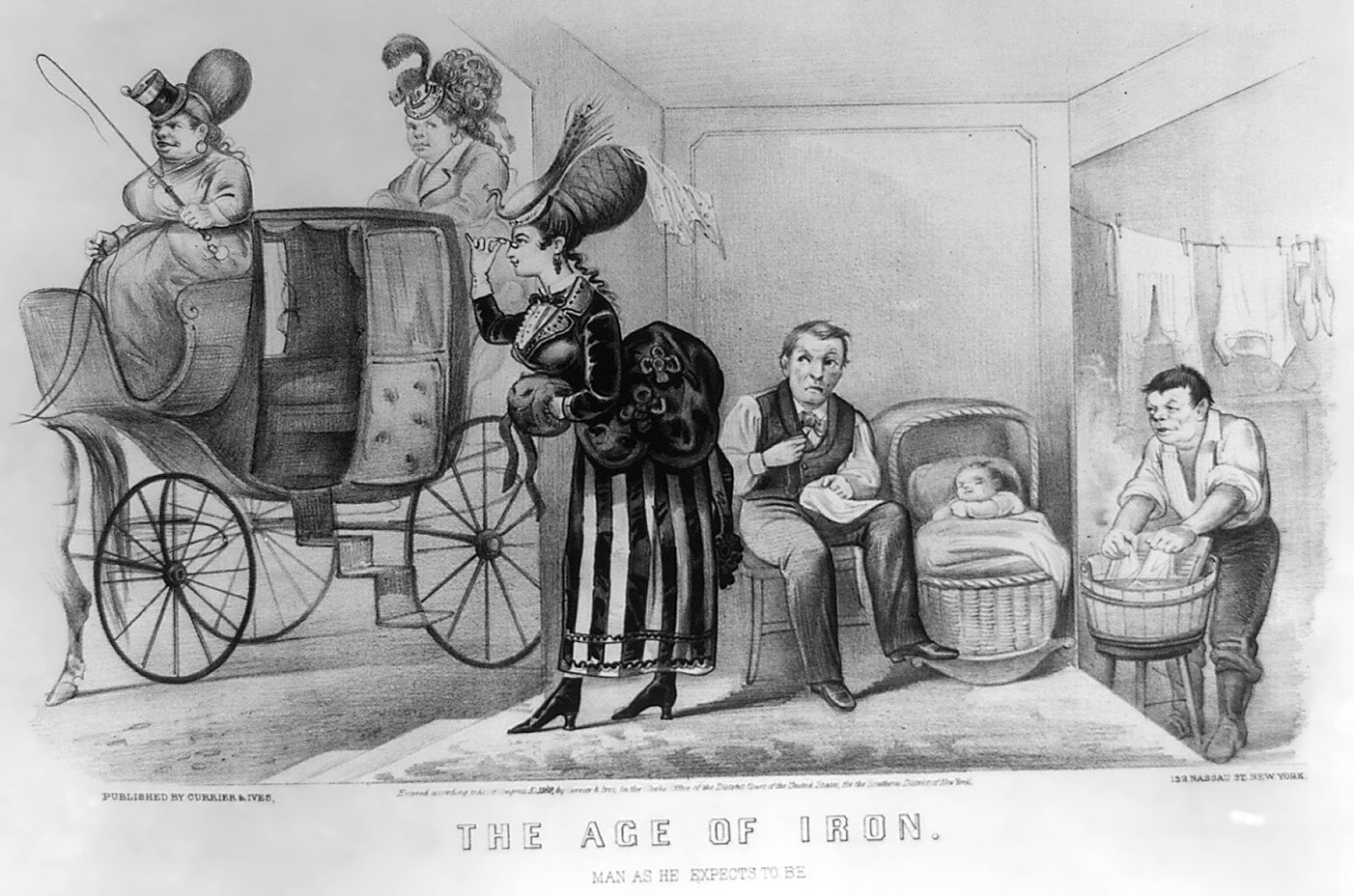
Antyfeministyczna litografia z 1869 r. przedstawiająca zamianę ról płciowych

Antyfeminizm – stanowisko sprzeciwiające się ideom i ruchowi feministycznemu. Antyfeminizm jest pojęciem nieostrym i istnieje wiele jego odmian.
Antyfeminizm nie jest tym samym co mizoginia czy seksizm. Mizoginia to niechęć wobec kobiet, a seksizm to ich dyskryminacja ze względu na płeć. Mogą więc istnieć bez odniesienia do feminizmu i są znacznie od niego starsze. Antyfeminizm jest natomiast sprzeciwem wobec idei i ruchu feministycznego i dlatego jego początki datowane są na epokę oświecenia.

## Różnorodność antyfeminizmu

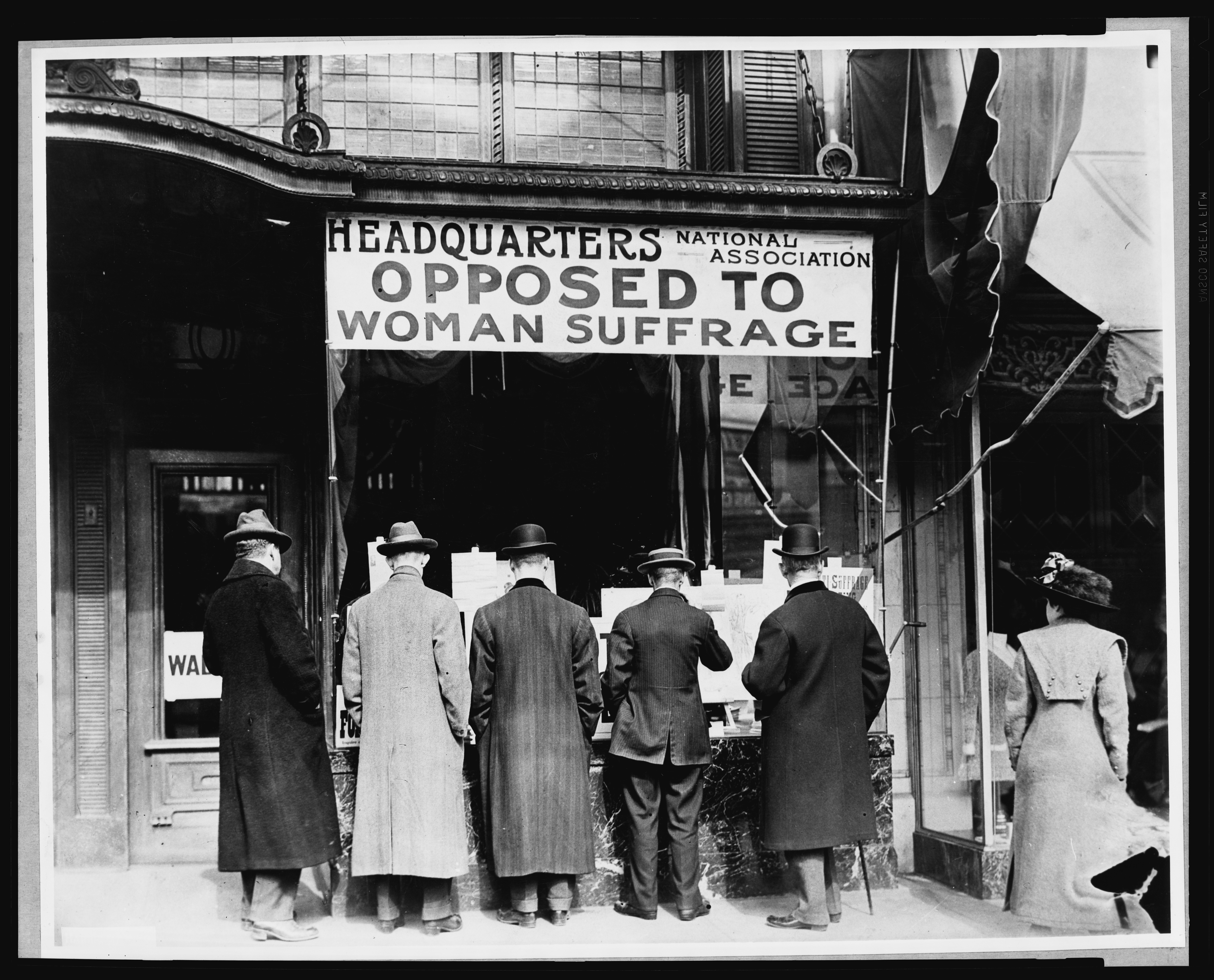
Antysufrażyści w Stanach Zjednoczonych (1911 r.)

Pojęcia feminizmu i antyfeminizmu są często kontestowane, a o ich zakres znaczeniowy toczone są gorące spory. Określenia te są używane nie tylko w celach opisowych, ale także jako pewne etykietki, stosowane w celach retorycznych. Obie strony określają się również za pomocą różnych obraźliwych epitetów (np. feminazistki), co ma je nawzajem skompromitować w oczach opinii publicznej.
Znaczenie antyfeminizmu jest też zmienne w czasie. Ruch i idee feministyczne ewoluowały, a wraz z nimi ewoluowała opozycja wobec nich. Wielu współczesnych antyfeministów sprzeciwia się współczesnemu feminizmowi (drugo- i trzeciofalowemu), natomiast nie zgłasza zastrzeżeń wobec idei pierwszofalowych, takich jak równy dostęp do edukacji, prawo wyborcze dla kobiet czy równość w dysponowaniu majątkiem. Do historycznych nurtów antyfeminizmu należy np. dziewiętnastowieczny antysufrażyzm, sprzeciwiający się ruchowi sufrażystek.
Antyfeminizm jest często pewnym praktycznym stanowiskiem, sprzeciwiającym się ruchowi feministycznemu i jego działaniom w sferze publicznej. Może być jednak także prowadzony tylko na poziomie teoretycznym.
Antyfeminizmy różnią się też w zależności od tego, z czego wypływa ich sprzeciw wobec feminizmu. W szczególności rozróżnia się antyfeminizm bazujący na naukach biologicznych (nierówności mają charakter naturalny) od biorącego swe źródła w światopoglądzie religijnym (nierówność płci ma charakter nadnaturalny). Do pierwszej grupy należą m.in. niektórzy socjobiolodzy (np. Steven Goldberg), do drugiej religijni konserwatyści (np. Promise Keepers).

### Religijne podstawy antyfeminizmu
Wiele z postaci antyfeminizmu ugruntowanych jest w religii. Większość wielkich religii opisuje męską dominację jako porządek naturalny. Według Biblii traktowanej jako autorytet w judaizmie i chrześcijaństwie kobieta została stworzona po mężczyźnie, jest też przyczyną wygnania ludzi z raju. Fragmenty o podległej pozycji kobiet można znaleźć również w Koranie. Niektórzy wyznawcy tych religii uznają więc, że ich nakazy są nie do pogodzenia z programem feministycznym. Szczególnie silny antyfeminizm cechuje fundamentalistyczne odłamy tych religii. W ramach wielu religii istnieją jednak także odłamy prezentujące stanowisko feministyczne (np. chrześcijaństwo feministyczne).

### Biologiczne podstawy antyfeminizmu
Antyfeminizm odwołujący się do biologii wskazuje z kolei, że feminizm jest antynaukowy, a w szczególności antydarwinowski. Zgodnie z nim „biologia jest przeznaczeniem”, tzn. różnice biologiczne determinują różnice w sytuacji społecznej płci. Nurt ten odwołuje się przede wszystkim do ewolucjonizmu. Zgodnie z tezami darwinistów każda z płci posiada swoiste predyspozycje wynikające z ich ról biologicznych w procesie ewolucji – zarówno fizyczne jak i psychiczne. Zgodnie z tym wiele idei feministycznych jest niebezpiecznych z punktu widzenia populacji. Walka o prawa reprodukcyjne (np. antykoncepcja czy dostęp do aborcji), rezygnacja z życia rodzinnego na rzecz kariery zawodowej czy promocja homoseksualizmu (przez feminizm lesbijski) są postrzegane jako egoizm i „zdrada gatunku”.
Oprócz różnic w budowie fizycznej, biologicznie gruntowany antyfeminizm wskazuje również na różnice w psychice kobiet i mężczyzn, które mają wynikać z różnych ról przyjmowanych przez obie płcie w procesie ewolucji. Podpierając się psychologią ewolucyjną antyfeminiści wskazują, że różnice w działaniu mózgu uniemożliwiają faktyczną równość płci.
Do biologii odwołuje się również psychoanaliza. Sigmund Freud w swoich pracach przyjął tezę o fallocentryczności kultury ludzkiej. W konsekwencji jego zwolennicy traktowali różnice w psychice obu płci jako „naturalne” i niezmienne. Z biologizmem głównego nurtu freudyzmu polemizowały feministki psychoanalityczne, doprowadzając do rewizji wielu jego twierdzeń.

### Antyfeminizm w krajach trzeciego świata
Inny charakter ma antyfeminizm występujący w krajach Trzeciego Świata. Feminizm jest tam postrzegany jako zachodnia ideologia, będąca przejawem imperializmu kulturowego. Feminizm ma reprezentować problemy i interesy zachodnich białych kobiet z klasy średniej. Zachodnie feministki krytykowane są za paternalizm wobec kobiet Trzeciego Świata, których życia i problemów w istocie nie rozumieją. Stąd też niektóre działaczki kobiece z regionów słabo rozwiniętych wolą nazywać się kobietystkami (womanists). Kobietyzm ma zajmować się problemami kobiet Trzeciego Świata nie w opozycji do problemów tamtejszych mężczyzn, lecz wraz z nimi zajmować się dobrobytem całej społeczności.

## Idee antyfeministyczne
Jednym z czołowych twierdzeń feministek jest twierdzenie o dominacji mężczyzn w społeczeństwie. Antyfeminizm albo sprzeciwia się takiemu stwierdzeniu, albo też uważa, że nie jest możliwa jej zmiana. Różnice w społecznej sytuacji kobiet traktowane są przez niego jako konieczne bądź pożądane.
Istnieją dwa zasadnicze odłamy feminizmu różniące się celami do jakich dążą: feminizm równości i feminizm różnicy. Każdy z nich spotkał się z odmienną argumentacją antyfeministyczną.

### Równość płci
Feminizm równości dąży do zrównania różnic między kobietami a mężczyznami. Ideałem jest społeczeństwo androgyniczne, czyli społeczeństwo, w którym płeć nie jest istotną kategorią różnicującą położenie ludzi. Antyfeminiści traktują taką działalność za błędną i szkodliwą dla społeczeństwa. Główną strategią jest tutaj wskazywanie na istnienie oczywistych i nieusuwalnych różnic między mężczyznami a kobietami. Ponieważ kobiety są fizycznie różne od mężczyzn, ich sytuacja społeczna musi być odmienna. Takie cechy jak słabsza budowa fizyczna, rodzenie dzieci, odmienna konstytucja hormonalna powodują, że zdaniem antyfeministów prawdziwa równość płci jest niemożliwa. Wielu antyfeministów stosuje przy tym strategie ośmieszające absurdalność idei powszechnej równości, wskazując np. że zgodnie z nią mężczyźni powinni nauczyć się karmić piersią. Taka ośmieszająca kampania została skutecznie zastosowana przez przeciwników ratyfikacji poprawki do Konstytucji Stanów Zjednoczonych wprowadzającej równość płci (Equal Rights Amendment). Argumentowali oni, że oznacza ona obowiązkowe wprowadzenie toalet damsko-męskich. W wyniku tej kampanii, poprawka nie została ratyfikowana.

### „Kobiece wartości”
Z kolei feminizm różnicy uważa kobiety za zasadniczo różne od mężczyzn. W ich ocenie działalność feministek równości oznacza przyjęcie przez kobiety męskich cech i wartości. Feministki różnicy twierdzą, że odmienność kobiet nie oznacza, że są one gorsze. Jest ona inną, komplementarną wobec męskiej perspektywą życiową. W przeciwieństwie do perspektywy męskiej promującej agresję, konflikt, konkurencję i dominację, perspektywa kobieca opiera się na empatii, trosce oraz pełniejszym kontakcie ze środowiskiem. Zniesienie męskiej dominacji oznacza więc dla nich szerszy udział kobiet w życiu publicznym i przebudowę społeczeństwa zgodnie z kobiecymi wartościami.
Antyfeminiści krytykujący feminizm różnicy wskazują, że kobiece wartości są w istocie zagrożeniem dla istnienia społeczeństwa. Takie sfery życia jak gospodarka czy polityka są z natury konfliktowe i oparte na dominacji. Ich feminizacja jest więc szkodliwa społecznie.

### Życie osobiste
Bardzo często zarzuty wobec feminizmu mają charakter osobisty. Po śmierci jednej z pierwszych teoretyczek feminizmu, Mary Wollstonecraft, jej mąż opublikował wspomnienia na jej temat. Wbrew jego intencjom Mary Wollstonecraft została uznana (zgodnie z ówczesnymi standardami) za osobę niemoralną, a jej idee, wyrażone przede wszystkim w Wołaniu o prawa kobiety, zostały skompromitowane. Takie wiązanie idei feministycznych z życiem osobistym feministek stało się częstą taktyką antyfeminizmu. Feministkom zarzuca się np., że ich poglądy wynikają z frustracji wywołanej brakiem satysfakcjonującego życia seksualnego czy rodzinnego. Są one opisywane bądź jako osoby nieatrakcyjne, aseksualne, „babochłopy”, bądź też jako osoby wyuzdane, o rozpasanej seksualności (szczególnie zwolenniczki feminizmu radykalnego, proseksualnego i lesbijskiego).

### Podrzędna pozycja kobiet
Niektórzy antyfeminiści uważają również że, wbrew przekonaniom feministek, społeczne instytucje nie faworyzują mężczyzn względem kobiet. Pozycja kobiet, choć niejednokrotnie odmienna od męskiej, nie może być traktowana jako gorsza. W szczególności wskazuje się na wysoką pozycję kobiet, które tradycyjnie uważane są za godne czci. Takie stanowisko prezentował m.in. John Ruskin w dyskusji na temat praw kobiet, jaką prowadził z Johnem Stuartem Millem. Z kolei feministki wskazują, że taka idealizacja kobiet jest jedną z form kontroli mężczyzn nad kobietami. W zamian za formalne przyznanie wyższości kobietom, mężczyźni zyskiwali nad nimi faktyczną władzę. Kobietom przypisywano pasywną rolę opiekunki ogniska domowego.

## Antyfeminizm a konserwatyzm

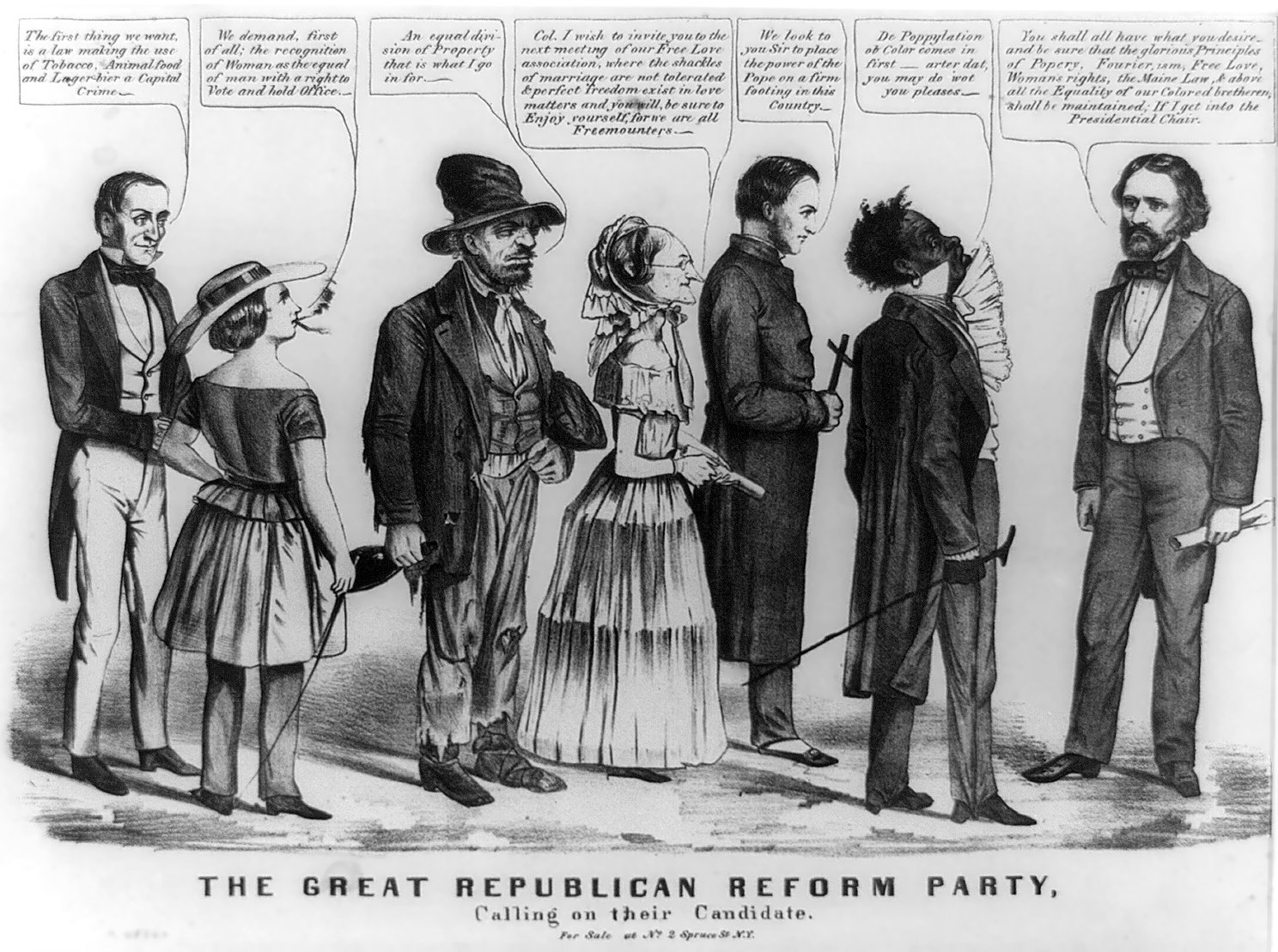
Zgodnie z tą karykaturą pochodzącą z Południa Stanów Zjednoczonych (1856) głosowanie na kandydata Republikanów oznaczać będzie dopuszczenie do władzy feministek, niewolników, biedoty, zwolenników wolnej miłości, ruchu wstrzemięźliwości i jezuitów

Antyfeminizm jest jednym ze stałych elementów światopoglądu konserwatywnego (w różnych jego postaciach). Dążenie feministek do zmiany społecznej (reformistycznej czy rewolucyjnej) stoi najczęściej w konflikcie z wartościami konserwatystów. Odejście od tradycyjnych ról płciowych prowadzić ma, zdaniem konserwatystów, do rozbijania rodziny i szkodzi nie tylko dobru dzieci, ale i całemu społeczeństwu.
Dodatkowo, od swoich początków, feminizm bardzo często łączył się z innymi ruchami reformistycznymi czy rewolucyjnymi (np. jakobinizmem, abolicjonizmem, antymilitaryzmem czy socjalizmem). Był też łącznie z nimi odrzucany.
Szczególnie silna fala konserwatywnego sprzeciwu wobec feminizmu (backlash) miała miejsce w latach osiemdziesiątych XX wieku. Spowodowała ona wycofanie się państwa amerykańskiego z wielu równościowych programów społecznych. Susan Faludi, analizując ten proces w swojej popularnej książce, nazwała go „niewypowiedzianą wojną przeciwko amerykańskim kobietom”. Antyfeminiści wskazywali, że współczesny ruch feministyczny się wynaturzył i przestał służyć interesom zwykłych kobiet. Problem równości płci został już rozwiązany wraz z przyznaniem kobietom równych praw. Z tego powodu dalsza walka feministek pozbawiona jest sensu. Pogląd uznający, że ruch feministyczny osiągnął już sukces i powinien przestać działać, nazywany jest postfeminizmem i przez feministki jest często uznawany za przejaw konserwatywnej reakcji.